# Empis trigramma
Empis trigramma là một loài ruồi, trong họ Empididae. The thorax with yellowish sides, with three broad dark stripes. Abdomen is shining yellowish, with a dark miền trung stripe. The fly's length is 4,5–6 milimét (0,2–0,2 in).

## Hình ảnh

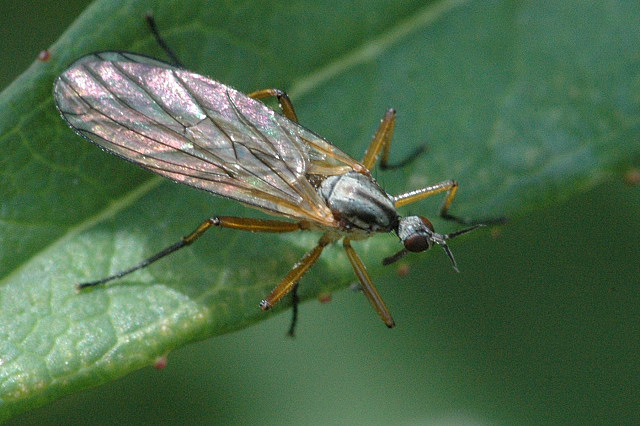
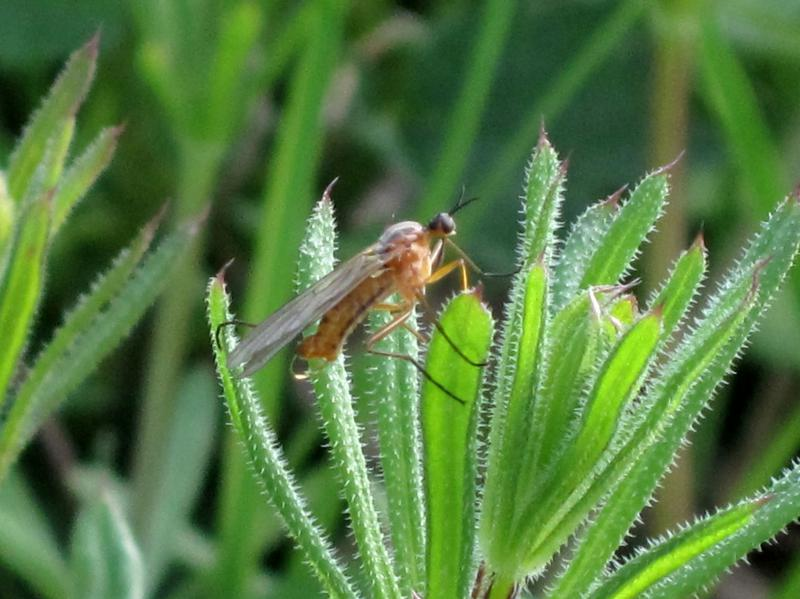
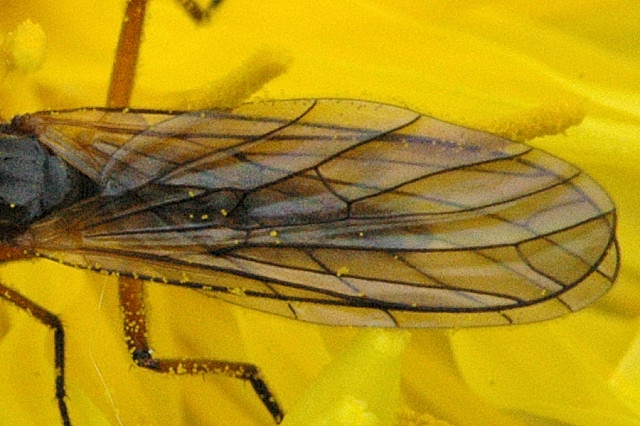
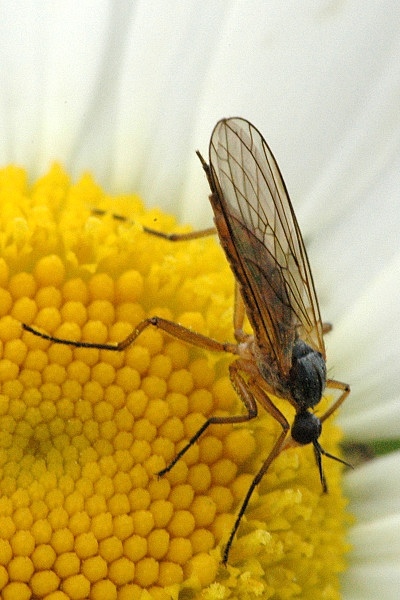